# Ulla Åberg
Ulla Birgitta Josephson Åberg, född 1942 i Kinna, är en svensk dramaturg. Hon arbetade i över 40 år på Dramaten.
Hon började arbeta på Dramaten 1965 efter universitetsstudier i film, teatervetenskap, litteraturvetenskap och etnologi och gick i pension 2008 då hon efterträddes av Magnus Florin som chefsdramaturg.
Ulla Åberg belönades 2009 med H.M. Konungens medalj i 8:e storleken i serafimerordens band med motiveringen För framstående insatser som dramaturg.
Hon var gift med Erland Josephson från 2000 till hans död 2012.